# 須崎警察署
須崎警察署（すさきけいさつしょ）は、高知県警察が管轄する警察署の一つ。

## 所在地
- 高知県須崎市山手町1番8号

## 管轄区域
- 須崎市、高岡郡中土佐町・檮原町・津野町

## 沿革
- 1876年(明治9年)10月15日 - 高知県第四警察出張所が設置される[1]。
- 1876年(明治9年)12月12日 - 須崎警察出張所に改称[1]。
- 1877年(明治10年)2月 - 須崎警察署に改称[1]。
- 1948年(昭和23年)2月1日 - 国家地方警察高知県本部に移管され、高陵地区警察署に改称[1]。
- 1952年(昭和27年)1月1日 - 須崎地区警察署に改称[1]。
- 1954年(昭和29年)7月1日 - 高知県警察に移管され、高知県須崎警察署に改称[1]。
- 1989年（平成元年）11月1日 - 現在地に庁舎が完成・移転。

## 組織
- 警務課
- 会計庶務課
- 刑事生活安全課
- 地域課
- 交通課
- 警備課

## 駐在所
- 須崎市
  - 浦ノ内駐在所 - 須崎市浦ノ内東分168番地110
- 津野町
  - 葉山駐在所 - 高岡郡津野町永野391番地2
  - 東津野駐在所 - 高岡郡津野町力石2880番地
- 檮原町
  - 檮原駐在所 - 高岡郡檮原町檮原1389番地
- 中土佐町
  - 久礼駐在所 - 高岡郡中土佐町久礼6584番地1
  - 上ノ加江駐在所 - 高岡郡中土佐町上ノ加江2415番地1
  - 大野見駐在所 - 高岡郡中土佐町大野見奈路482番地

## 周辺
- 須崎市役所
- 高幡消防組合消防本部・須崎消防署

## アクセス
- JR土讃線 大間駅から南西へ700m
- 高知高陵交通 須崎市役所前バス停にて下車
- 高知県道388号吾井郷下分線沿い